# Allen West

Allen Bernard West (født 7. februar 1961 i Atlanta, Georgia) er en amerikansk politiker tilhørende Det republikanske parti, som repræsenterede Floridas 22. valgdistrikt i Repræsentanternes Hus fra 2011-2013. Han var den første afroamerikaner i kongressen fra Florida siden Josiah T. Walls i 1876.
West gjorde tjeneste i Hæren i Irak og var civilrådgiver i Afghanistan. Han nåede rang af oberstløjtnant før han aftrådte efter at hans forhørsmetoder blev efterforsket efter en episode i Taji, Irak.